# The Lunatic at Large (film 1921)
The Lunatic at Large è un film muto del 1921 diretto e interpretato da Henry Edwards. Il soggetto è basato sul libro The Lunatic at Large di J. Storer Clouston, pubblicato nel 1899. Nel 1927, negli Stati Uniti ne venne fatto un remake, sempre dal titolo The Lunatic at Large, interpretato da Leon Errol e Dorothy Mackaill.

## Produzione
Il film fu prodotto dalla Hepworth.

## Distribuzione
Fu distribuito dalla Hepworth nel 1921. Non si conoscono copie ancora esistenti della pellicola.